# Европа-парк-Штадион
Европа-парк-Штадион (нем. Europa-Park-Stadion) — футбольный стадион во Фрайбурге, Баден-Вюртемберг, Германия. Новая домашняя арена футбольного клуба «Фрайбург».

## Название
Во время строительства назывался «SC Stadion» и «SC Stadion am Wolfswinkel». С 1 октября 2021 года называется «Европа-парк-Штадион» по имени спонсора — крупнейшего в Германии и второго по посещаемости  (после Диснейленда в Париже) в Европе парка развлечений — «Европа-парка».